# Paris (mytologi)
Páris (grek. Πάρις, lat. Paris), även känd som Alexander eller Alexandros, var i grekisk mytologi prins av Troja. Han beskrivs som yngste sonen till kung Priamos och drottning Hekabe.

## Mytologiskt liv
Redan innan han föddes, hade det förutspåtts att Paris skulle orsaka Trojas undergång. Hekabe hade drömt att den kommande sonen skulle bringa världen i brand. Priamos lät sätta ut det nyfödda barnet på berget Ida, där han i fem dagars tid blev ammad av en björnhona. Därefter hittades spädbarnet av en herde som bestämde sig för att adoptera honom.
Därefter växte Paris upp som herde och en yngling "skönare än andra män". Han skaffade sig en hustru, bergnymfen Oinone (enligt Sophus Bugge förebild för den nordiska gudasagans Nanna) bosatt vid berget Ida. Paris och Oinone fick en son som hette Korythos.

### Tävling och krig
En dag kom de tre gudinnorna Hera, Athena och Afrodite till berget Ida där Paris vallade sin hjord och bad honom avgöra vem av dem som var vackrast. Tvedräktens gudinna Eris hade rullat in en gyllene frukt som bar inskriptionen ”till den skönaste” bland gudarna. Detta ledde till gräl bland gudinnorna, som tvistade om vem som var vackrast.
Paris accepterade uppdraget som skiljedomare – Paris dom är ett vanligt motiv inom konsten. De tre gudinnorna försökte muta Paris med olika gåvor: Hera med rikedom, Athena med visdom och Afrodite med den sköna Helena, hustru till kung Menelaos i Sparta.
Paris valde Helena och övergav Oinone vid berget, för att bege sig till Troja och "hämta hem" den Helena som han nu blivit kär i. Oinone förutsåg då i en syn att Paris skulle starta ett krig, som straff för hans svek mot henne skickade hon Korythos som lots och vägledare för grekerna. I andra versioner av mytologin använde hon Korythos för att så split mellan Paris och Helena; när Paris inte kände igen sin egen son dödade han sonen.
Helena enleverades med Afrodites hjälp till Troja. Detta ledde till att det trojanska kriget utbröt, ett krig som slutade med att Troja föll efter en lång belägring. Dessförinnan hade Paris dödat Akilles men därefter blivit träffad av Filoktetes pil. Den döende Paris bad Oinone att hela honom, vilket hon vägrade. Därefter blev hon, enligt legenden, utom sig av sorg och skuld och kastade sig på hans dödsbål (alternativt hängde sig).

### Personlighet
Hos Homeros framställs Paris som en oskyldig, men naiv yngling, som föll offer för gudarnas nycker. Han syns i konsten iklädd en frygisk mössa.

## I kulturen
Paris figurerar som viktig gestalt i legenden om trojanska kriget, vilket beskrivs i Homeros Iliaden. I senare historik finns han även porträtterad i bland andra Theodor Kallifatides Slaget om Troja, samt i filmer baserade på Iliaden eller trojanska kriget.

## Galleri

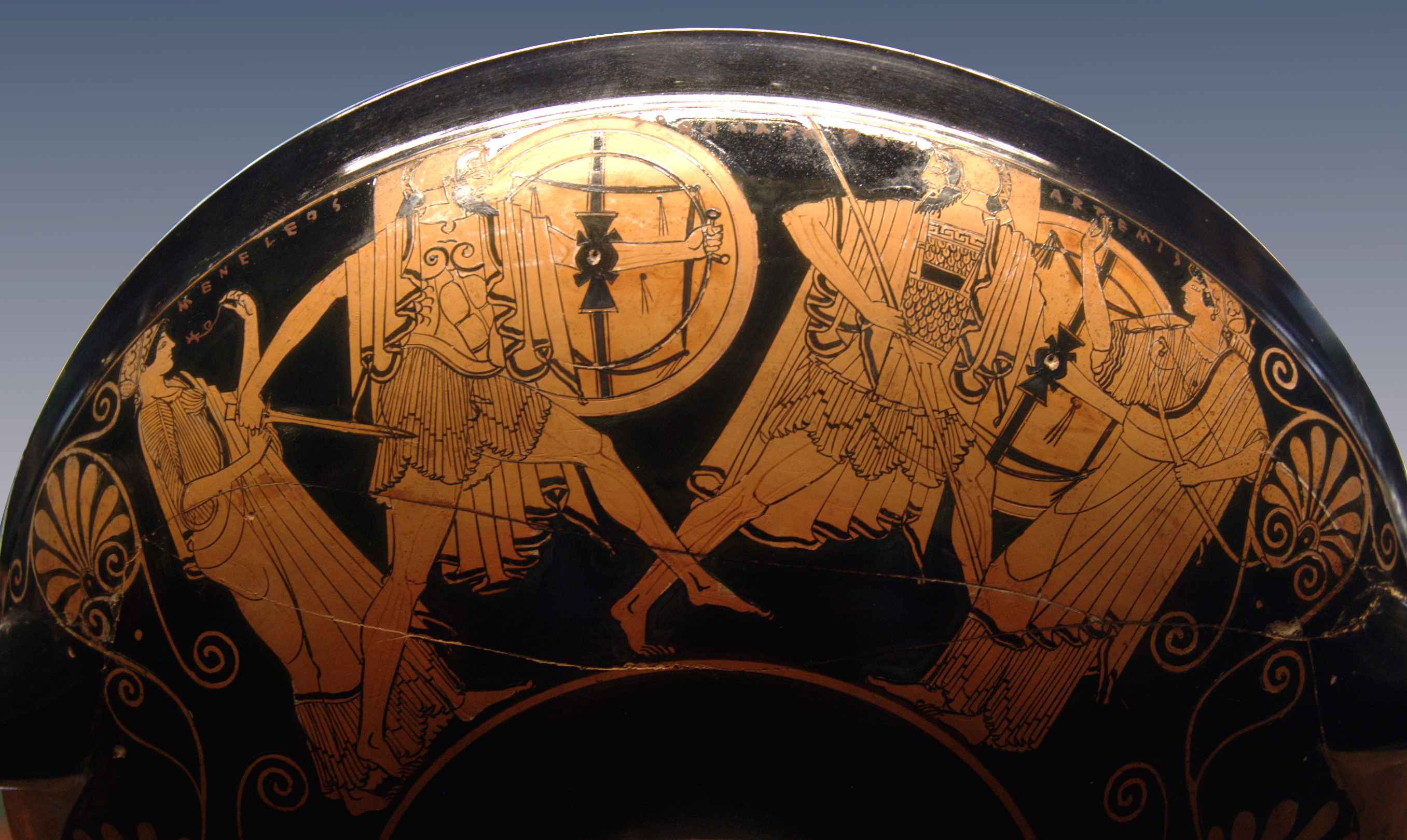
Kamp mellan Menelaos och Paris, grekisk vas cirka 480 f.Kr.
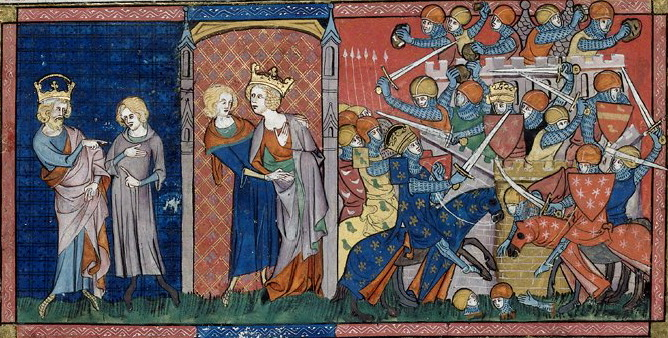
Trojanska kriget, illustration från 1300-talet.
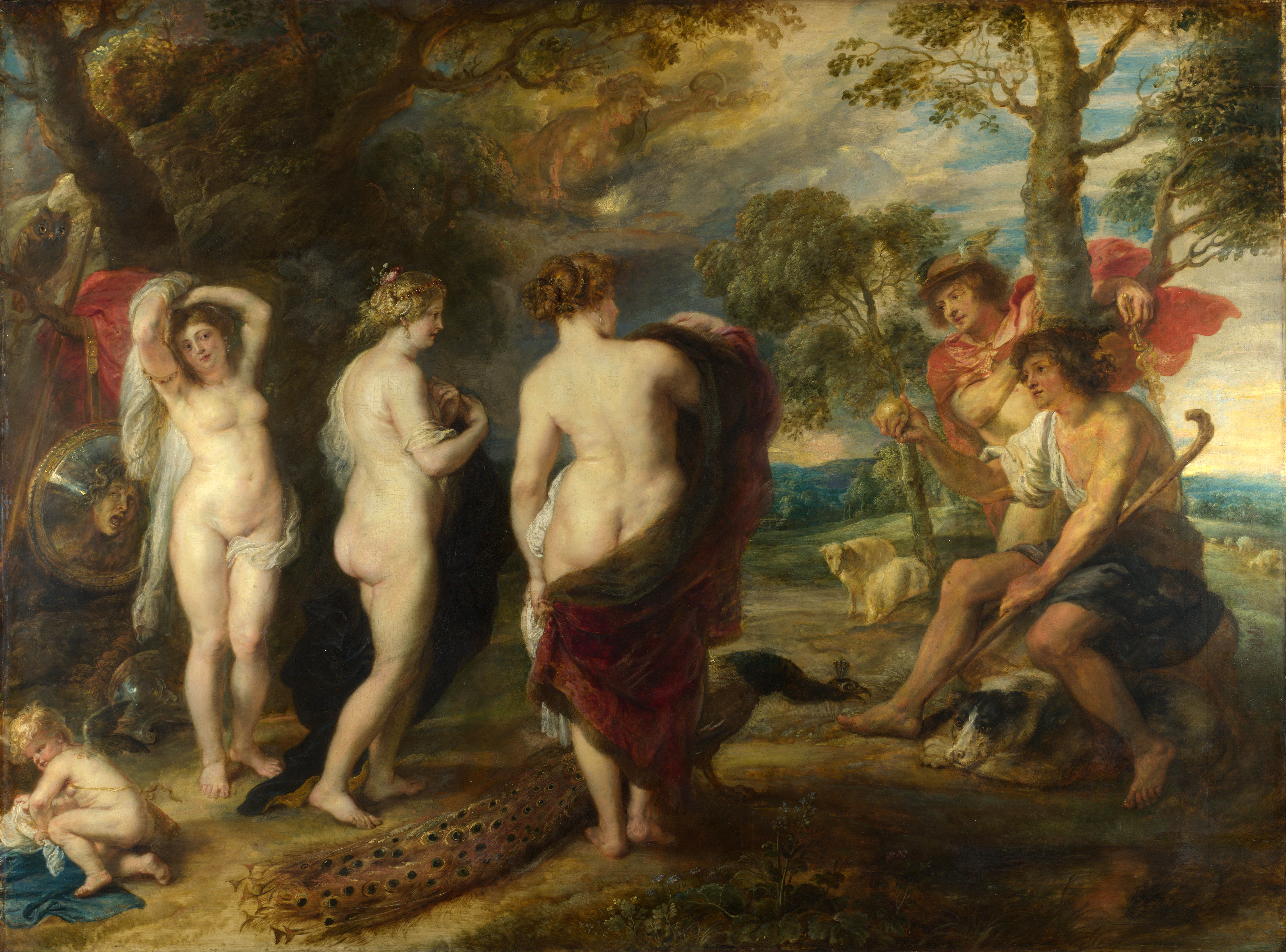
Paris dom av Peter Paul Rubens 1635.
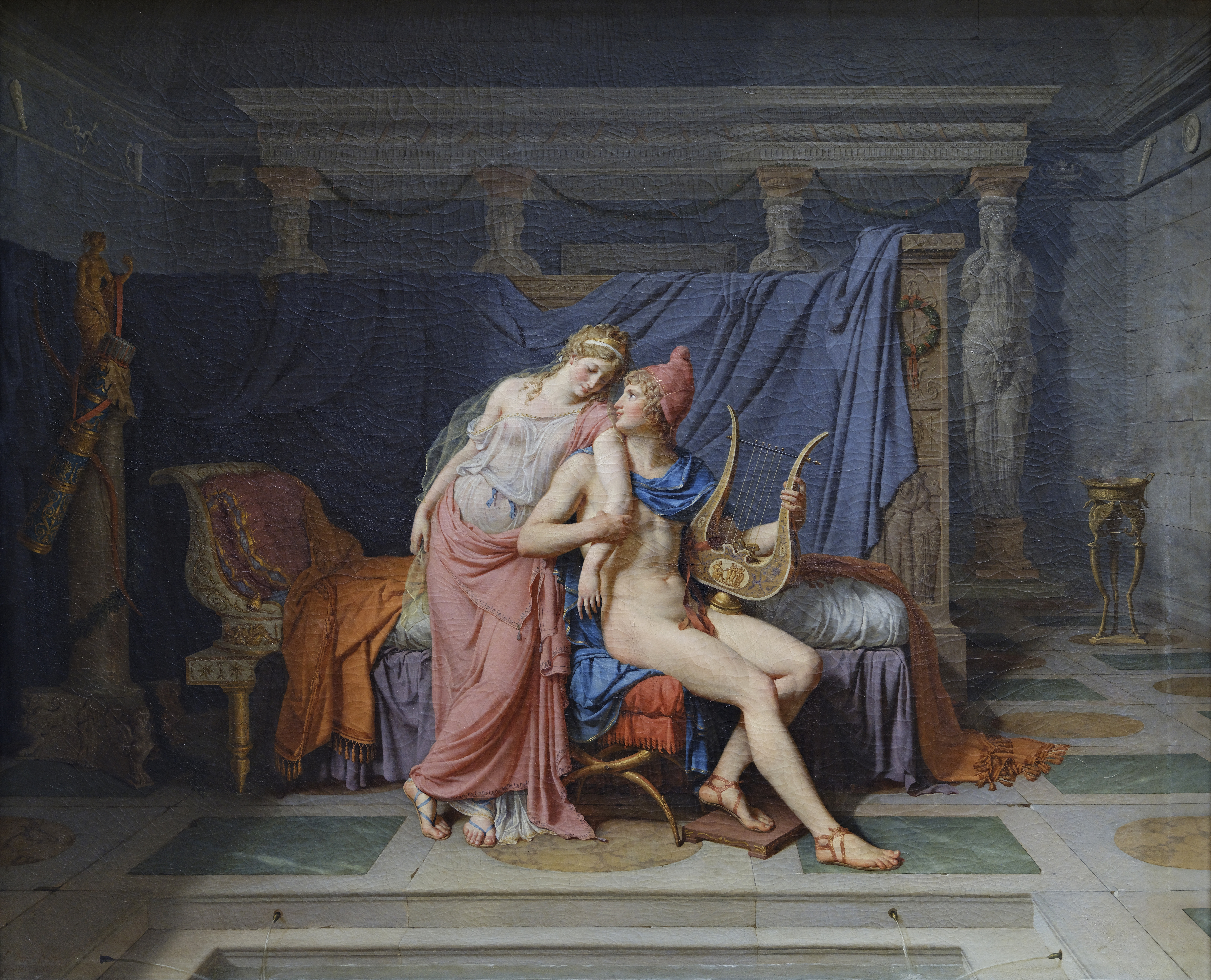
Paris och Helenas kärlek av Jacques-Louis David 1788.